# L'Odyssée du loup
L'Odyssée du loup est un film documentaire animalier français de fiction tourné et réalisé, après un an d'écriture, entre 2017 et 2018 par Vincent Steiger sur un texte d'Anne-France Dautheville dit par Kad Merad et une musique de Thomas Couzinier et Frédéric Kooshmanian. Le film est produit par Pierre-Emmanuel Fleurantin pour Paprika Films, Jacques Perrin pour Galatée Films, coproduit par Südwestrundfunk, CCTV-9 et Kwanza et diffusé le 9 mars 2019 par France Télévisions sur France 2. Il raconte l'odyssée réelle sur 3 800 kilomètres entre la Roumanie et l'Espagne d'un véritable loup d'Europe. Les neuf loups qui jouent dans le film, dont Ted qui incarne Slava, sont coordonnés par Pascal Tréguy, après six mois d'« imprégnation »,,,,,,,,,,,.